# Hans Jörg Rüegsegger
Hans Jörg Rüegsegger, né le 2 août 1970 (originaire de Röthenbach im Emmental), est une personnalité politique suisse, membre de l'UDC.
Il est député du canton de Berne au Conseil national depuis décembre 2023.

## Biographie
Hans Jörg Rüegsegger naît le 2 août 1970. Il est originaire de Röthenbach im Emmental, dans le canton de Berne.
Il est agriculteur de profession et titulaire d'un diplôme d'agrotechnicien du centre de formation Inforama (de) de Zollikofen.
Il a le grade d'adjudant d'état major au sein de l'Armée suisse.
Il est marié et père de cinq enfants, dont le hockeyeur Stefan Rüegsegger des SC Langnau Tigers.

## Parcours politique
Il siège au Grand Conseil du canton de Berne du 1er juin 2014 au 22 novembre 2023.
Premier des viennent-ensuite de la liste de l'UDC bernoise pour le Conseil national lors des élections fédérales d'octobre 2023, il accède à la chambre basse du parlement suisse à la suite de l'élection de Werner Salzmann au Conseil des États. Il s'était porté candidat sans succès en 2015 et 2019,. Il est membre de la Commission de la science, de l'éducation et de la culture (CSEC).

## Autres fonctions
Il préside la section bernoise de l'Union suisse des paysans de 2012 à 2023.